# Raión de Velyka Bilozerka
Velyka Bilozerka (en ucraniano: Великобілозерський район) es un raión o distrito de Ucrania en el óblast de Zaporiyia. 
Comprende una superficie de 470 km².
La capital es la ciudad de Velyka Bilozerka.

## Demografía
Según estimación de 2010 contaba con una población total de 8.576 habitantes.

## Otros datos
El código KOATUU es 2321100000. El código postal 71400 y el prefijo telefónico +380 6146.